# Genchū
Genchū (japanisch 元中) ist eine japanische Ära (Nengō) von Mai 1384 bis Mai 1393 nach dem gregorianischen Kalender. Der vorhergehende Äraname ist Tenju, die nachfolgende Ära heißt Meitoku. Die Ära fällt in die Regierungszeit des Kaisers (Tennō) Go-Kameyama.
Der erste Tag der Genchū-Ära entspricht dem 18. Mai 1384, der letzte Tag war der 11. Mai 1393. Die Genchū-Ära dauerte zehn Jahre oder 3281 Tage.

## Ereignisse
- 1387 Uesugi Tomomune greift auf Befehl von Ashikaga Ujimitsu die Burg Oda in der Provinz Hitachi an und schlägt Oda Takashi in die Flucht (小田氏の乱)
- 1392 Tennō Go-Kameyama dankt ab und übergibt die Throninsignien an den Nordhof, Nord- und Südhof werden vereint, Go-Komatsu ist alleiniger Tennō